# Марія Берни
Марія Берни, до шлюбу Вацковська (пол. Maria Berny, Waćkowska; 7 серпня 1932, Тростянка, Рожищенський район, Волинь) — польська культурна і політична діячка, сенатор III та IV скликань у Сенаті Республіки Польща.

## Біографія
11 років дитинства провела на Волині.
Закінчила педагогічний ліцей у Кшешовіце, після чого кільканадцять років працювала вчителькою. У 1970 закінчила педагогічну кафедру на філософсько-історичному факультеті Вроцлавського університету. Займаючись культурною діяльністю, очолювала Клуб пошановувачів книг і преси у Вроцлаві, широко співпрацювала з колами музикантів, літераторів і художників. Потім працювала в комплексі клодзьких санаторіїв, де організовувала фестивалі, присвячені Фридерику Шопену й Станіславу Монюшко). Також працювала в клодзькому Бюро художніх виставок. Там Марія Берни підготувала чимало вітчизняних і закордонних виставок.
У 2000 була одною з ініціаторів створення Спілки підтримки безпеки громадян, головою якого досі є.  Належить до спілки "Kuźnica" в Кракові і Спілки активних і творчих жінок у Вроцлаві.
З 1945 була активною в організаціях OMTUR (Організація молоді товариства робітничого університету), Союзі польського харцерства, Союзі польської молоді. Із цими організаціями Марія потім була пов'язана як віцепрезидент Нижньошльонської ради друзів скаутства і голова парламентської групи друзів скаутства у сенаті.
У III скликанні сенату була заступницею голови комітету культури, медіа, фізичного виховання та спорту, а також членом комісії з регламенту й сенаторських справ.
З 1950 належала до Польської об'єднаної робітничої партії (ПОРП), тоді до заснованої на її базі SDRP (Socjaldemokracja Rzeczypospolitej Polskiej), потім —  Союзу демократичних лівих сил. В останній була членом правління воєводської ради. З 2004 перебралася в лави SDP (Socjaldemokracja Polska). У 2005 не була переобрана до сенату, а її партія не подолала прохідного бар'єру.

## Нагороди
- Офіцер Ордену Відродження Польщі, від президента Александра Квасневського в 1998.

## Публікації
- "Wołynianka"[6]